# Văn phòng Liên Hợp Quốc về Hoạt động Vũ trụ
Văn phòng về Hoạt động Vũ trụ Liên Hợp Quốc, viết tắt UNOOSA (United Nations Office for Outer Space Affairs) là một thành phần của Ban Thư ký Liên Hợp Quốc, quản lý và tư vấn về các hoạt động vũ trụ.
UNOOSA đảm trách chức năng thư ký cho Ủy ban Liên Hợp Quốc về Sử dụng Hòa bình Không gian Vũ trụ (COPUOS, United Nations Committee on the Peaceful Uses of Outer Space). Trụ sở làm việc của UNOOSA hiện đặt trong khuôn viên của Trụ sở Liên Hợp Quốc tại Vienna.

## Lịch sử
Văn phòng về Hoạt động Vũ trụ LHQ ban đầu được tạo ra như là một đơn vị chuyên môn nhỏ trong Ban Thư ký Liên Hợp Quốc ở New York, để hỗ trợ cho Ủy ban ad hoc LHQ về Sử dụng hòa bình Không gian Vũ trụ, được thành lập bởi Đại hội đồng LHQ trong Nghị quyết 1348 (XIII) ngày 13 tháng 12 năm 1958 .
Nó trở thành một đơn vị trong Hội đồng Công tác Chính trị và Bảo an LHQ (Political and Security Council Affairs) vào năm 1962, khi Ủy ban LHQ về Sử dụng hòa bình Không gian Vũ trụ gặp nhau lần đầu tiên, và đã được chuyển đổi thành Ban về Hoạt động Vũ trụ của hội đồng đó vào năm 1968. Năm 1992, Ban được chuyển thành Văn phòng về Hoạt động Vũ trụ trong khuôn khổ Hội đồng Công tác Chính trị, và đã được chuyển đến làm việc tại Trụ sở Liên Hợp Quốc tại Vienna vào năm 1993.